# Полибино (Великолукский район)
Поли́бино — деревня в Великолукском районе Псковской области России. Входит в состав Пореченской волости.
Известна тем, что здесь расположена одноимённая загородная усадьба Корвин-Круковских — ныне мемориальный музей-усадьба С. В. Ковалевской.

## География
Расположена на реке Ловать, в 23 км к югу от города Великие Луки. 

## Население
| 2001 | 2002 | 2010 |
| ---- | ---- | ---- |
| 441  | ↘390 | ↘361 |

Численность населения деревни по оценке на начало 2001 года составляла 441 житель.

## История
В 1,25 км от деревни на берегу Ловати археологами исследовано славянское городище IX-X вв.
С января 1995 до декабря 2014 года деревня входила в состав ныне упразднённой Борковской волости.